# Misja „sui iuris” Afganistanu
Misja „sui iuris” Afganistanu (łac. Missio „sui iuris” Afghanistaniensis; per. ماموریت "sui iuris" افغانستان) – samodzielna jednostka terytorialna dla katolików obrządku łacińskiego oraz jednostka podziału administracyjnego Kościoła katolickiego w Afganistanie, obejmująca swoim zasięgiem cały kraj. Utworzona 16 maja 2002 przez Jana Pawła II. Siedziba superiora znajduje się w Kabulu, w kaplicy Matki Bożej Opatrzności znajdującej się w ambasadzie Włoch w Kabulu.
Herb został przyjęty w 2018.

## Superiorzy
- 2002–2014 - ks. Giuseppe Moretti CRSP
- od 2014 - ks. Giovanni Scalese CRSP[1]